# The Fall: Last Days of Gaia
The Fall: Last Days of Gaia ist ein am 19. November 2004 erschienenes Computer-Rollenspiel des Berliner Entwicklerstudios Silver Style Entertainment. Vertrieben wird das Spiel von Koch Media. Das Spiel vereint Elemente des Echtzeit-Strategiespiels mit denen des Computer-Rollenspiels.

## Handlung
Das Spiel beschreibt ein typisches Endzeit- / Dark-Future-Szenario (vergleichbar mit Mad Max oder Waterworld). Am 2. Oktober 2062 bringen Terroristen Terraformingapparate, welche für eine Marsbesiedelung vorgesehen waren, in ihre Gewalt und setzen diese in Betrieb. Die Erde erwärmt sich daraufhin unkontrolliert, Wüstenlandschaften entstehen. 21 Jahre später beginnt das eigentliche Spiel – der Protagonist (wahlweise: männlich oder weiblich) schließt sich der GNO als Söldner an. Für diese gilt es Aufträge zu erledigen. In der ersten Hälfte des Spiels wird vorwiegend gegen die Ratskulls und weitere Gangs gekämpft. Im späteren Spielverlauf stellen sich teilweise radikale Umschwünge in der Geschichte ein – der Protagonist zweifelt an seiner Mission, Verrat und Intrigen kommen ans Licht. Der Protagonist kann seine verschwundene Schwester bei den Schatten wiederfinden und befreien. Schließlich muss im Verein mit den Schatten gegen die GNO gekämpft, und die Biosphäre befreit werden.

### Spielwelt
Die Biosphäre, ein von der Außenwelt abgeschlossenes Habitat, entstand im Zuge des Projektes zur Besiedelung des Mars, blieb jedoch unvollendet. Die Government of the New Order (GNO) und die Schatten, streiten um den Besitz dieser Anlage. Beide Gruppierungen wären in der Lage, die Anlage zu vollenden und in Betrieb zu nehmen. In der Einleitung des Spiels wird deutlich, dass die Biosphäre schließlich von einer „neuen“ GNO, betrieben und geschützt wird. Angehörige der Desert Monks leben in den Outlands in spiritueller Einkehr und erwehren sich aller Einflüsse, indem sie sich ein Auge, Mund und Ohren zunähen. Ebenso erwehren sie sich aller Kontaktversuche, indem sie ihre Waffen sprechen lassen.
Die Mitglieder der Ratskulls tragen ausnahmslos schwarze Lederjacken mit Rückenpatch. Die Bewaffnung der Gang besteht zwar im Wesentlichen nur aus Pistolen, wenigen Maschinenpistolen und Schrotgewehren, dies reicht für Überfälle auf Dörfer und Enklaven jedoch vollkommen aus. Diese Gang unterhält ein Waffendepot und produziert Drogen in großer Menge, um die ständig wachsende Zahl von Mitgliedern gefügig zu halten. Das Heimatdorf des Protagonisten wurde ebenfalls von den Ratskulls heimgesucht, daher betrachtet dieser die Ratskulls als verantwortlich für den Tod seines Vaters und die Entführung seiner Schwester.
Als Teil des Marsprojektes, aber auch als Reaktion auf die globale Erwärmung nach dem großen Kollaps führte die Regierung Experimente durch, aus denen genetisch veränderte Menschen mit 2,50 m Körpergröße und extrem pigmentierter Haut hervorgingen. Die so modifizierten Menschen überlebten in der veränderten Umwelt und bildeten eine eigene Gruppe. Ein Teil der sogenannten Schatten steht allen nicht-modifizierten Menschen feindselig gegenüber, der größere Teil bemüht sich jedoch um eine Koexistenz.
Wo immer ein Überfall einer anderen Gang oder eine Naturkatastrophe stattgefunden hat, folgt ein Besuch der Seeker. Diese suchen in den Überresten, der untergegangenen Siedlung nach Verwertbarem. Üblicherweise bleiben die Seeker nicht in der Siedlung, sondern ziehen einen Lagerplatz im Freien vor. Die wüstenähnlichen Ödländer zwischen den kleinen besiedelbaren Gebieten, werden als Wasteland bezeichnet. Im Spiel werden diese Gebiete automatisch durchquert und können nicht betreten werden.

### Charaktere
Das Government of the New Order wurde als Ordnungsmacht von Präsident Hayes gegründet. Wesentliche Aufgabe ist der Schutz der Bevölkerung vor Übergriffen der Gangs. Da die eigenen Soldaten dazu nicht ausreichen, greift die GNO auf Söldner wie den Protagonisten des Spiels zurück. Die Soldaten der GNO tragen Uniformen, welche deutlich an die der NVA oder der Wehrmacht erinnern. Als ehemaliger Werbemanager beherrscht Hayes die Manipulation Anderer. Dementsprechend stimmt er seine Maßnahmen nicht immer auf eine bestimmte Rechtsordnung, sondern auf Publikumswirkung ab. Zur Abschreckung lässt er gefangene Gangmitglieder mit einer eigens aus einem Museum herbeigeschafften Guillotine enthaupten. Wesley stammt aus demselben Dorf wie der Protagonist, ist jedoch schon früher der GNO beigetreten und dort für die Anwerbung von Söldnern zuständig. Später wird Wesley als Verräter enttarnt.

## Spielprinzip
Das Spielprinzip ähnelt dem des vom selben Entwickler veröffentlichten Spiel Soldiers of Anarchy. In einer dreidimensionalen Umgebung kann der Spieler bis zu sechs Charaktere steuern. Diese können mit Rüstungen, Waffen und weiteren Gegenständen ausgerüstet werden und neben dem Kampf weitere Aktionen mit oder an Objekten der Umgebung ausführen. Gegenstände fallen in genretypischer Weise als Beute oder Fundstücke an und können bei Händlern gegen Andere eingetauscht werden. Sofern ein Charakter über bestimmte Fähigkeiten verfügt, kann dieser auch Gegenstände untereinander kombinieren oder modifizieren. Neben nützlichen Dingen wie Werkzeugen, Nahrung und medizinischer Ausrüstung können aber auch Gegenstände ohne jegliche Funktion gefunden werden. Die wenigen verfügbaren Fahrzeuge besitzen keine Bewaffnung und dienen ausschließlich zum Transport.
Die Spielercharaktere verfügen über bestimmte Eigenschaften und Fähigkeiten. Sowohl das Besiegen von Gegnern als auch die Lösung von Aufträgen erbringen Erfahrung. Dadurch können die Eigenschaften und Fähigkeiten verbessert sowie neue Fähigkeiten hinzugelernt werden. Darüber hinaus besitzen die Charaktere auch gewisse Eigenheiten, welche sich durch gelegentliche Diskussionen untereinander bemerkbar machen, in seltenen Fällen aber sogar Fähigkeiten blockieren. Zur Interaktion mit Nichtspielercharakteren ist allein der Protagonist befähigt. Dabei werden verschiedene Antworten als Alternativen angeboten, deren Wahl den Spielverlauf teilweise erheblich beeinflussen.
Die Spielwelt ist in verschiedene Gebiete unterteilt und kann frei begangen, jedes Gebiet beliebig oft aufgesucht werden. Durch Interaktionen mit Nichtspielercharakteren oder gefundene Gegenstände kommen weitere begehbare Orte hinzu. Eine bestimmte Abfolge für die Lösung von Aufträgen besteht im Wesentlichen nur, soweit diese für die Haupthandlung bestimmend sind. Einige wenige Aufträge unterliegen einer Zeitbegrenzung oder sind nur beim ersten Betreten des jeweiligen Gebietes erfüllbar. Zur Lösung können oftmals verschiedene Ansätze verfolgt werden. Teilweise kann Gewalt, besondere Fähigkeiten eines Charakters, eine raffinierte Strategie oder das Finden eines Ersatzgegenstandes gleichermaßen zur Erledigung ein und derselben Problemstellung führen.
Die Umgebung unterliegt einem Tagesablauf, in welchem sich die Lichtverhältnisse ändern. Darüber hinaus wurde die Spielumgebung mit einem gewissen Eigenleben ausgestattet. Im Verlauf des Tages gehen die Nichtspielercharaktere typischen Beschäftigungen nach. Dabei werden die einzelnen Personen, deren Interessen und die untereinander verbindenden Geschichten teilweise sehr detailliert und auf humorvolle Weise dargestellt. Die Entwickler haben dabei auch versucht, die Menschen in ihrem notwendigen alltäglichen Lebenskampf glaubwürdig zu gestalten ohne dabei auf konservative Moralvorstellungen Rücksicht zu nehmen, welche in Zeiten globaler Not vermutlich niemanden interessieren. So existieren Prostitution, Pornografie, Homosexualität, Sklaverei, Drogenkonsum und gewerbsmäßiger Diebstahl, Themen, welche zum Zeitpunkt der Veröffentlichung eher selten in Computerspielen zu finden waren.
Obwohl die Handlung einem typischen Gut-und-Böse-Schema folgt, werden auch Gesinnungsentscheidungen abverlangt. So kann der Spieler oft wählen, ob er eine Bitte freundlich oder unfreundlich vorträgt oder ob er einen möglichen Auftrag einfach ablehnt. Mit einer Ausnahme wird dem Spieler aber kein bestimmter Moralcodex abverlangt, jedoch reagieren Nichtspielercharaktere häufig negativ, wenn sie selbst negativ behandelt wurden.

## Entwicklung
Im Laufe der Entwicklung engagierte Silver Style Entertainment die Designer Damien Folletto und Jeff Husges, ehemalige Mitarbeiter des zwischenzeitlich geschlossenen Rollenspiel-Entwicklers Black Isle Studios, die zuletzt am postapokalyptischen Rollenspielprojekt Van Buren (Fallout 3) gearbeitet hatten.
Die Veröffentlichung war im November 2004 und gekennzeichnet durch eine große Anzahl von Bugs im Spiel, die für Unmut bei Kritikern und Spielern sorgten. Die meisten dieser Probleme wurden durch einige nachfolgende Patche behoben. Mit der im April 2005 erschienenen Extended Version wurden alle Dialoge komplett überarbeitet, in besserer Tonqualität – der Download ist 1,1 GB groß und kostenlos für Besitzer des Originalspiels. Nach der Extended Version begann Silver Style mit den Arbeiten an einem Add-on, welches zwei Jahre nach den Ereignissen des Ursprungsspiels ansetzt. Ein zweiter Teil wurde ebenfalls angekündigt, beide Projekte blieben jedoch unvollendet.
Am 31. Juli 2006 wurde eine Reloaded Version veröffentlicht, welche der letzten durch Fehlerkorrekturen verbesserten Version entspricht und zusätzlich neue Texturen und einige weitere Quests enthält.
Eine angekündigte englischsprachige Version wurde nie veröffentlicht. Jedoch existiert ein inoffizieller Patch, der in einer deutschsprachigen Spielvariante alle geschriebenen Texte durch eine englische Übersetzung aus der Fan-Community ersetzt.

### Modifikationen
Die Entwickler haben viel Wert auf die Möglichkeit der Modifikationen durch den Benutzer gelegt. Das Spiel wurde mit einem Editor zur Erstellung eigener Karten sowie einer Dokumentation ausgeliefert. Ein Großteil der Spielfunktionen, Abläufe und Quests basiert auf frei editierbaren Pythonscripts. Leider erfüllten sich die Hoffnungen auf die Bildung einer entsprechenden Community nicht. Dies könnte darin begründet liegen, dass nahezu alle Spielparameter als Listen in den Quelltext integriert wurden, anstatt diese in leicht auffindbare und ohne Kenntnis der Programmiersprache Python zu editierende Textdateien auszulagern. Abgesehen von einigen Fehlerbereinigungen und der oben genannten englischen Variante existieren bislang nur sehr wenige veröffentlichte Modifikationen.

## Rezeption
Das Spiel entsprach zum Zeitpunkt der Erscheinung dem aktuellen Stand der Technik, ohne dabei herausragende Qualitäten zeigen zu können. Die Fachpresse kritisierte allerdings schnell die extreme Anzahl an Fehlern (Bugs), die das Spiel in den ersten Versionen nahezu unspielbar machten, sowie die schlechte Tonqualität der Sprachausgabe. Diese Kritikpunkte konnten mit der oben erwähnten Extended Version behoben werden.

## Nachfolger
The Fall: Mutant City ist ein Point-and-Click-Adventure des deutschen Entwicklers Silver Style Entertainment. Es handelt sich um einen Ableger zu The Fall: Last Days of Gaia und wurde am 28. November 2011 für Windows veröffentlicht.
The Fall: Mutant City stellt nach Angabe des Herstellers die Fortsetzung des Rollenspiels dar. Die Spielfigur erreicht eine Stadt, die von Mutanten übernommen wurde. Da der Protagonist erkrankt ist, sucht er nach einem Weg in die Stadt, der ihm regulär aber von den neuen Machthabern verweigert wird. Unterstützung erhält er von einem Mann namens Henry Leicester, der ihm im Tausch für die Unterstützung gegen die Mutanten eine Behandlung in Aussicht stellt.

### Rezeption
Die Spielezeitschrift GameStar bezeichnete das Spiel als „maßlos überteuert“ und „hart an der Grenze zur Mogelpackung“, da es mit irreführenden Werbeaussagen vermarktet worden und der Umfang mit anderthalb Spielstunden für den Kaufpreis deutlich zu gering ausgefallen sei. Tester Jochen Gebauer vergab daher eine Spielspaßwertung von 49 %.
Auch GBase und Adventure-Corner teilten diese Kritik und vergaben 4,5 von 10 beziehungsweise 39 %.